# Дебели рид
Дебели рид се нарича част от главното било на Пирин, ориентирано от север на юг и започващо от връх Джано на север до Тодорова поляна на юг. Всъщност това е най-южната част от Северен Пирин. На него от Джано на юг са разположени върховете Ченгелчал, Демирчал, Хлевен, Саплийца и Бойков.
Връх Ченгелчал е висок 2709 м и колосално се извисява зад Джано, когато се гледа от Кременските езера. Тези два върха са свързани от тесен каменист ръб, наречен Малкото конче. От върха на изток се откланя мощният Кадиев (или Брезнишки) рид.
Връх Демирчал е висок 2673 м и се намира на юг. Той е заоблен и обрасъл с трева. Южно от него на изток се отделя още един голям рид, наречен Корнишки, а след това има удобна седловина - Корнишкият превал, през която минава пътеката от долината на хижа Пирин към източните склонове на планината.
Старото име на връх Хлевен е Хамбарташ. Преименуван е през 1942 г. и това е една от малкото промени, която е добила популярност. Висок е 2645 м – последният връх на Пирин на юг, който е над 2500 м., но на вид е слабо изразен. Представлява дълга и тясна гърбица с много стръмни странични склонове, която едва се издига над билото.
Връх Саплийца също не е забележителен, висок е само 2349 м. Още по на юг последен на Дебели рид е Бойков връх (2045 м). Носи името на хайдут Бойко, който според преданията бил убит на него. От там билото слиза още повече към Тодорова поляна, след която започва Среден Пирин.
От западната на страна на Дебели рид е долината на река Пиринска Бистрица с Митровото и Аргировото езеро, а от източната страна са оформени три значителни циркуса: от север на юг Каменишкия, Брезнишкия и Корнишкия. Във всеки от тях има група езера - Каменишките са 6, Брезнишките са 3, а Корнишките – 4, като много от тях са съвсем малки и пресъхват. Горното Брезнишко езеро е едно от най-високите в Пирин (2579 м).
Съществува и тезата, че неправилно Дебели Рид се нарича главното било на Северен Пирин. Счита се че по-правилно е така да се нарича югозападната най-ниска част на рида, отделящ се в югозападна посока от главното било при в. Хлевен, ограничен от река Сипливица и Третата (Демиркапийска) река. 